# درونایا شاریپوفسکوگو اوچاستکا
درونایا شاریپوفسکوگو اوچاستکا (انگلیسی: Derevnya Sharipovskogo uchastka) یک شهرک در شهرستان کراسنوکامسکی استان باشقیرستان کشور روسیه است.